# Moechotypa asiatica
Moechotypa asiatica là một loài bọ cánh cứng trong họ Cerambycidae.